# The Divine Feminine
The Divine Feminine —en español: La Divina Femenina — es el cuarto álbum de estudio del rapero estadounidense Mac Miller. Fue lanzado el 16 de septiembre de 2016 por REMember Music y Warner Bros. Records. El álbum cuenta con apariciones especiales de Kendrick Lamar, Anderson Paak, Ty Dolla Sign y Ariana Grande, entre otros.
The Divine Feminine fue apoyado por tres sencillos: "Dang!", "We" y "My Favorite Part". El álbum recibió críticas generalmente positivas de los críticos y se ubicó en el número dos en el Billboard 200 de Estados Unidos.

## Antecedentes
Miller comenzó a trabajar en The Divine Feminine inmediatamente después de completar su anterior álbum de estudio GO:OD AM (2015), con el deseo de explorar la emoción del amor. Inicialmente pretendía que The Divine Feminine fuera un EP, pero lo cambió a un álbum de larga duración para permitirse ser más vulnerable. Según Miller, el álbum no solo trataba sobre el amor romántico, sino también sobre aprender de las mujeres a lo largo de su vida y lo que esas experiencias significaron para él. En mayo de 2018, la cantante Ariana Grande, la novia de Miller en el momento del lanzamiento del álbum, negó la afirmación de que todo el álbum era sobre ella, pero dijo que la canción "Cinderella" era.

## Sencillos
El primer sencillo del álbum, "Dang!", Fue lanzado el 28 de julio de 2016. La pista presenta una aparición especial del artista estadounidense Anderson Paak, mientras que la producción estuvo a cargo de Pomo. Su video musical fue lanzado el 2 de agosto de 2016. Miller y Paak interpretaron "Dang!" en The Late Show with Stephen Colbert el 15 de septiembre de 2016.
El segundo sencillo del álbum, "We", fue lanzado el 19 de agosto de 2016. La pista cuenta con una aparición especial del cantautor estadounidense CeeLo Green, mientras que la producción estuvo a cargo de Frank Dukes.
El tercer sencillo del álbum, "My Favorite Part", fue lanzado el 9 de septiembre de 2016. La pista cuenta con una aparición especial de la cantante estadounidense Ariana Grande, mientras que MusicManTy se encarga de la producción. Un video musical adjunto fue lanzado el 12 de diciembre de 2016.

## Lista de canciones
| The Divine Feminine track listing |                                                |             |          |  |
| N.º                               | Título                                         | Producer(s) | Duración |  |
| 1.                                | «Congratulations (Milu song)» (con Bilal)      | Grant       | 4:16     |  |
| 2.                                | «Dang!» (con Anderson Paak)                    | Pomo        | 5:05     |  |
| 3.                                | «Stay»                                         | ID Labs     | 5:26     |  |
| 4.                                | «Skin»                                         | JMSN        | 4:48     |  |
| 5.                                | «Cinderella» (con Ty Dolla Sign)               | DJ Dahi     | 8:00     |  |
| 6.                                | «Planet God Damn» (con Njomza)                 | Frank Dukes | 3:12     |  |
| 7.                                | «Soulmate»                                     | Dâm-Funk    | 4:33     |  |
| 8.                                | «We» (con CeeLo Green)                         | Dukes       | 5:19     |  |
| 9.                                | «My Favorite Part» (con Ariana Grande)         | MusicManTy  | 3:36     |  |
| 10.                               | «God is Fair, Sexy Nasty» (con Kendrick Lamar) | Tae Beast   | 8:21     |  |

## Posicionamiento en lista
| Lista (2016)                            | Posiciones |
| --------------------------------------- | ---------- |
| Alemania (Offizielle Top 100)           | 67         |
| Australia (ARIA)                        | 13         |
| Bélgica (Ultratop flamenca)             | 38         |
| Bélgica (Ultratop valona)               | 156        |
| Canadá (Billboard Canadian Albums)      | 6          |
| Países Bajos (Album Top 100)            | 30         |
| French Albums (SNEP)                    | 64         |
| Irlanda (IRMA)                          | 97         |
| New Zealand Albums (RMNZ)               | 17         |
| Suiza (Schweizer Hitparade)             | 35         |
| Reino Unido (UK Albums Chart)           | 59         |
| Estados Unidos (Billboard 200)          | 2          |
| Estados Unidos (Top R&B/Hip-Hop Albums) | 1          |